# The Matchmaker (film 2022)
The Matchmaker è un film documentario italiano del 2022, diretto da Benedetta Argentieri, che lo ha anche sceneggiato insieme all'attivista Maria Edgarda Marcucci, prodotto e distribuito da Fandango.
Il documentario è stato presentato fuori concorso alla 79ª Mostra internazionale d'arte cinematografica di Venezia ed è stato selezionato tra i dieci candidati al David di Donatello per il miglior documentario per l'edizione del 2023.

## Trama
Il documentario presenta le interviste alla jihadista britannica Tooba Gondal, soprannominata "The ISIS Matchmaker" per aver reclutato sui social network numerose donne occidentali allo scopo di farle sposare a membri dello Stato Islamico

## Accoglienza
Federico Pontiggia, recensendo il film per la Rivista del cinematografo, gli ha assegnato 3 stelle su 5 dichiarando che "Benedetta Argentieri intervista la propagandista dell'Isis in un documentario interessante, ma non definitivo".

## Riconoscimenti
- 2023 - David di Donatello
  - Candidatura al David di Donatello per il miglior documentario[2]